# Adrian Paci

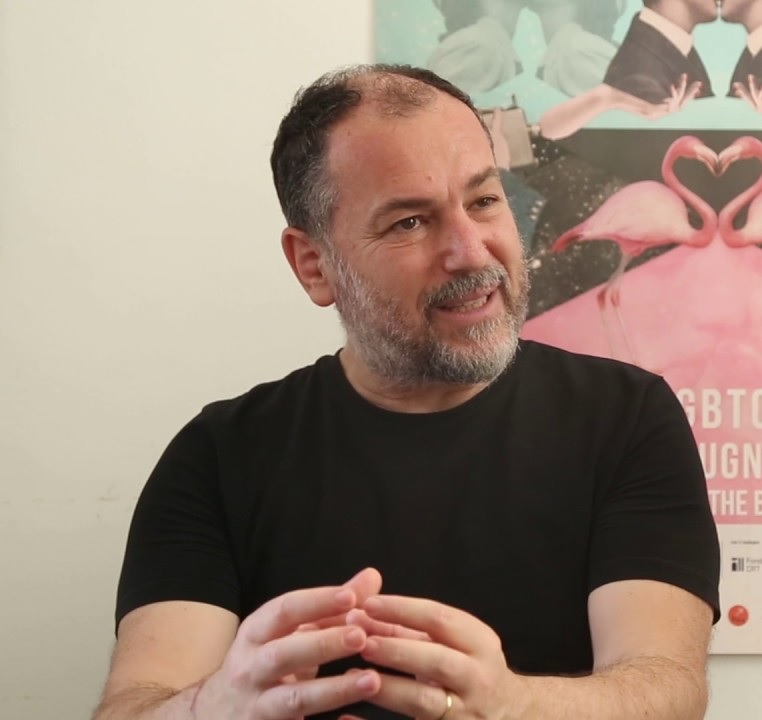
Adrian Paci (2017)

Adrian Paci (Scutari, 28 gennaio 1969) è un artista albanese.

## Biografia
Adrian Paci è un artista nato a Scutari in Albania il 28 gennaio del 1969, è attivo a Milano dove vive dal 2000.

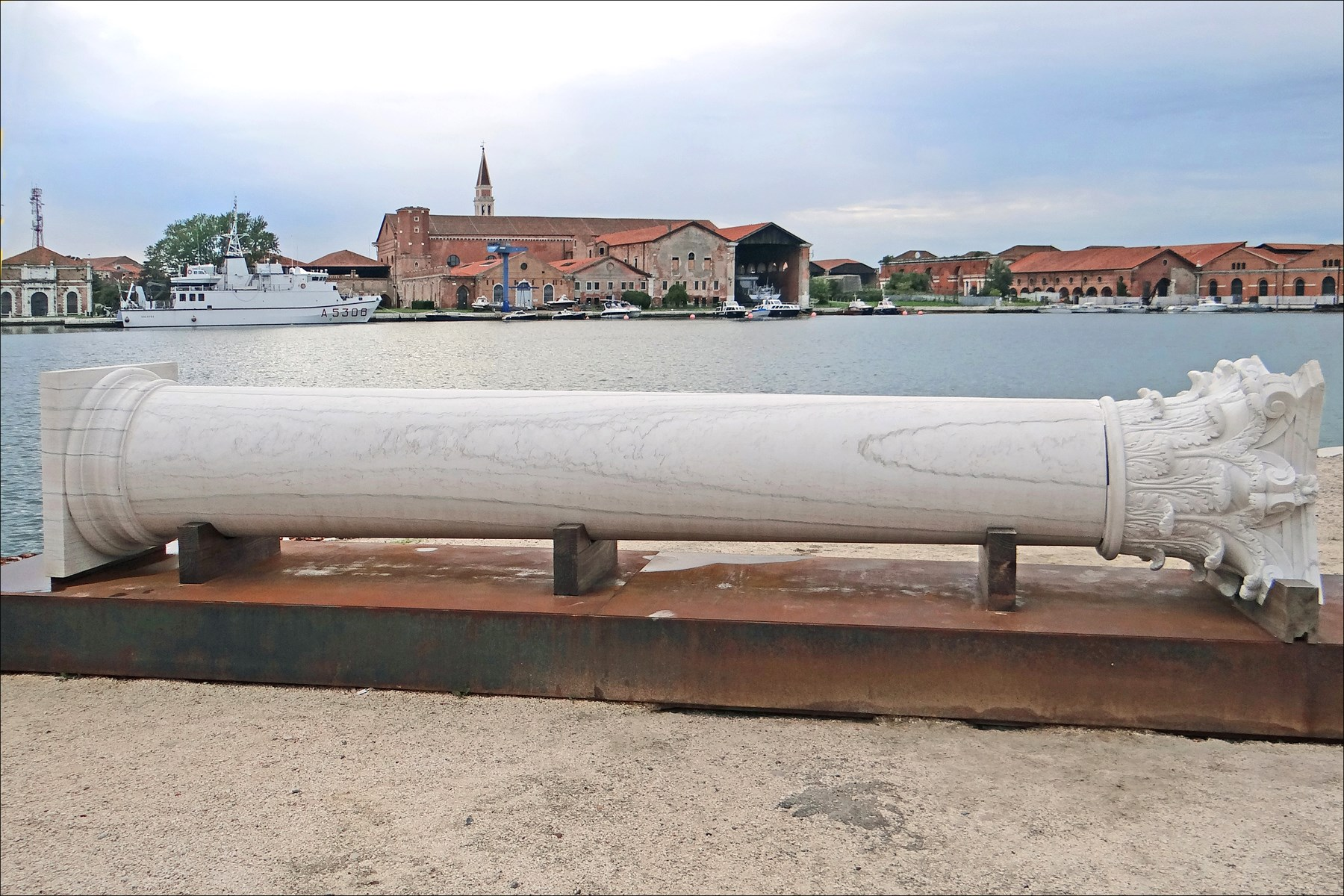

Ha frequentato l'Accademia delle Arti di Tirana dal 1987, studiando con il Professor Edi Rama (ex sindaco di Tirana e attualmente primo ministro albanese) e formandosi su corsi di arte figurativa, gli unici insegnamenti d'arte possibili, poiché imposti dal regime vigente in quegli anni in Albania.
Nel 1992 ha frequentato, grazie ad una borsa di studio, il corso ‘Arte e Liturgia’ presso l'Istituto Beato Angelico di Milano. Quando nel 1995 è ritornato in Albania, ha insegnato Storia dell'Arte e Estetica all'Università di Scutari solo per un breve periodo, infatti nel 2000 a causa dei disordini nello Stato si trasferisce con la famiglia a Milano.
Nel 2006 a Modena è stata inaugurata la sua prima personale italiana all'interno di uno spazio pubblico. La personale giunge dopo l'affermazione alla cinquantunesima edizione della Biennale di Venezia e i numerosi riconoscimenti internazionali, tra cui i momenti espositivi al PS1 di New York e una presentazione dell'opera al Museum of Modern Art di New York.
Nel 2010 ha partecipato al simposio Lost in Translation (da cui poi è nato il premio Arte, Patrimonio e Diritti Umani) organizzato alla Triennale di Milano da Connecting Cultures.
Fra le mostre personali recenti si ricorda la mostra itinerante Vite in transito allo Jeu allo Paume di Parigi (2013), al PAC di Milano (2013), alla Röda Sten Konsthall di Göteborg (2014) e al MAC, Musée d'art contemporain de Montréal (2014).
Adrian Paci è rappresentato dalla galleria kaufmann repetto, Milano, e la dalla galleria Peter Kilchmann, Zurigo.

## Opere
Una parte considerevole del lavoro di Adrian Paci è dedicato alla tematica della perdita, dell'abbandono della propria terra per affrontare nuove realtà e il futuro che si desidera. Argomento sviluppato dall'esperienza dell'emigrazione, espressa attraverso il racconto del ricordo, argomento attuale ed universale, che abbraccia le condizioni di tutti gli emigrati.
Nei suoi lavori Paci non è interessato ad evidenziare la dinamica politica e sociale dell'Albania, ma a prendere spunto da vicende umane vere che conosce e sono a lui familiari, traendone il significato della vita stessa, toccando i sentimenti più profondi.
Paci realizza le sue opere servendosi di svariate tecniche e materiali, senza prediligerne uno in particolare, determinando una notevole libertà di espressione e stile, nascono dipinti fotografie, sculture e video.
In due serie di quadri, realizzati al suo arrivo a Milano alla fine degli anni Novanta, è emersa la sua impostazione pittorica. Nella prima ha ripreso dal video del suo matrimonio dipinti in stile realistico, quotidiano e sacrale, la seconda invece, è una raccolta di quadri tratti da fotogrammi dal film di Pasolini “Vangelo Secondo Matteo”, al quale l'artista ha dedicato anche un'installazione intitolata Cappella Pasolini. In queste opere l'artista utilizza l'espressività pasoliniana, come omaggio al grande regista e uomo di cultura e soprattutto per formare un linguaggio pittorico proprio, in cui esprimere la sua visione della realtà. La scelta di Pasolini, da parte di Paci, testimonia la vicinanza fra i due, entrambi esuli e con forte senso di responsabilità nei confronti della società.
Tra la fine degli anni Novanta e il Duemila ha realizzato i suoi primi video Albanian Stories e Real game, in cui si trattano le vicende dell'anarchia albanese tra dramma e fantasia in cui la figlioltetta Jolanda è protagonista.
Un'altra opera in cui ritrae la figlia è la fotografia The Princess, si tratta di un augurio nei confronti dei desideri e sogni della piccola, in cui si vede la bambina agghindata come una principessa seduta in posa all'interno del sontuoso Palazzo Visconti di Milano, dove il padre, lavorava come restauratore durante i primi tempi in Italia.
Nel 2001 realizza Apparizione video in cui la figlia Tea recita parte di una filastrocca in albanese e in un successivo video tutti i parenti, nonni e zii concludono la stessa filastrocca, il video sottolinea il legame che unisce le persone e allo stesso tempo la difficoltà di gestire e conservare questi rapporti lontani e forse destinati ad allontanarsi sempre più.
Dello stesso periodo After the Wall There Are Some Walls, anche questo lavoro è legato al tema dell'immigrazione e delle barriere, e il quadretto It Was Not a Performance in cui vi è l'immagine di un soldato, rappresenta una critica alla commerciabilità dei temi della guerra e della sofferenza.
In altri lavori Paci è affascinato dalla debolezza e insicurezza dell'uomo e della sua condizione, come: “Slowly” video che ritrae una donna anziana, I Love the Gallerist and They Loved Me video in cui galleristi si lasciano manovrare e condizionare, “Turn On” video e fotografie in cui disoccupati tengono in mano una lampada, pilgrIMAGE immagine di Maria che fugge dall'Albania e dai turchi, così anche il video ‘Klodi’, in cui viene raccontata la storia avventurosa e drammatica di uomo albanese.
In una serie di fotografie e di scultura di resina, ricalcata dal proprio corpo, Paci si mostra con un tetto ribaltato sulle sue spalle, a significare il sacrificio dell'abbandono di quello che riteniamo più prezioso, di ciò che conosciamo, di coloro che amiamo per la necessità che ci spinge verso l'ignoto, il dubbio, un nuovo inizio.
Flash Mercedes è invece una fotografia che raffigura l'interno del bagagliaio di una Mercedes, entro il quale ci sono le carcassa di alcuni agnelli, l'opera è stata ispirata da un'osservazione casuale mentre Paci con un amico era seduto in un bar durante un soggiorno a Tirana.
Rispetto ai precedenti lavori di Adrian Paci, Per Speculum (2006) non trae spunto da un episodio concreto ma pare piuttosto sospeso in un tempo indeterminato e in un luogo dal carattere archetipo. Protagonisti di questo film in 35mm sono un gruppo di bambini che, dopo avere distrutto lo specchio in cui è riflessa la loro immagine, ne utilizzano i frammenti per ingaggiare una sfida al sole. Arrampicati sui rami di un enorme albero i bambini riflettono con gli specchietti la luce, infondendo così alla pianta una vitalità pulsante. Alla rottura dello specchio, un'azione in sé drammatica, autodistruttiva, segue inaspettatamente il gesto liberatorio del gioco e, insieme, un capovolgimento di prospettiva per cui i raggi di luce sono diretti verso lo spettatore, che è come incluso nel vivo della scena. Il titolo del lavoro riprende una frase molto commentata della Prima Lettera di San Paolo ai Corinzi, videmus nunc per speculum in aenigmate tunc autem facie ad faciem 13:12 (‘Ora vediamo come in uno specchio, in maniera confusa; ma allora vedremo faccia a faccia'), in cui si discetta sul tema della conoscenza umana, limitata ad una visione, appunto, ‘speculare’, indiretta. Ma nel film è proprio questa specularità, questa ludica mediazione a rendere possibile la rivelazione della bellezza nel semplice elemento naturale.
Il video Centro di permanenza temporanea (2007), è ambientato nell'aeroporto di San Jose, California, e riprende alcuni immigrati in attesa di essere rimpatriati su quella che sembrerebbe essere la scala di un aereo. Lentamente, le scale si riempiono di persone, uomini e donne, ma l'aereo, nel video, tarda ad arrivare. I protagonisti rimangono intrappolati tra uno stato di transizione e il totale immobilismo, uno stato che parla della dislocazione dei migranti intorno al globo.
Il video The Column (2013), presentato in anteprima al museo Jeu de Paume di Parigi in occasione della mostra Vies en Transit, segue il percorso di un blocco di marmo estratto da una cava nei pressi di Pechino. Il blocco è lavorato e modellato durante il viaggio in nave dalla Cina all'Europa, da oriente ad occidente, diventando infine una colonna corinzia. In The Column, Adrian Paci sottolinea una strategia economica esasperata, in cui la dinamica domanda/offerta è portata ad esiti estremi, facendo paradossalmente coincidere i tempi di consegna e di realizzazione del prodotto. Il lavoro si contraddistingue per la grande intensità poetica ed una indeterminatezza spazio temporale che infonde alle scene un senso di trascendenza. Partendo da uno spunto di cronaca, come l'esistenza di 'Navi officina', la riflessione mette in discussione concetti come l'autenticità culturale, i meccanismi di circolazione delle idee e delle merci, e allo stesso tempo fornisce una intensa metafora sul vivere, che vede l'esistenza come un viaggio che ci trasforma strada facendo.

## Mostre Personali
2001
- Bildmuseet, Umeå, Svezia

2002
- Galleria Francesca Kaufmann, Milano

2003
- Baltic Art Center, Gotland
- Galerie Peter Kilchmann, Zurigo

2004
- Galleria Francesca Kaufmann, Milano
- Viafarini, Milano

2005
- PS1, New York, curata da Amy Stewart
- Yale University, New Haven
- Perspective 147: Adrian Paci, Contemporary Arts Museum Houston, curata Paola Morsiani
- MC, Los Angeles
- Galerie Peter Kilchmann, Zurigo
- Moderna Museet, Stoccolma
- Exit Gallery, Kosovo

2006
- Per Speculum, galleria Francesca kaufmann, Milano
- Adrian Paci, Galleria Civica di Modena, curata da Angela Vettese, Modena

2007
- Museum Am Ostwall, Dortmund

2008
- Center for Contemporary Art CCA, Tel Aviv, curata da Edna Mosenson
- Kunstverein Stuk, Lovanio, curata da Eva Wittocox
- Kunstverein Hannover, curata da Stephan Berg e Martin Engler
- Bonnier Konsthall, Stoccolma, curata da Sara Arrhenius

### 2009
- Centro di Permanenza Temporanea, Outlet Project Room, Istanbul, curata da Azra Tuzunoglu

### 2010
- COMMA 28, Bloomberg Space, London
- Precarious Life, Istanbul Modern, Istanbul, curata da Paolo Colombo
- Motion Picture(s), Kunsthaus Zurich, curata da Mirjam Varadinis
- Last Gestures, galleria Francesca Kaufmann, Milano
- Gestures, Peter Blum, New York

### 2011
- The Encounter, Peter Kilchmann, Zurich
- Adrian Paci, Back Home, Galeria e Arteve Shkoder, Albania
- The Encounter (performance), Laveronica Arte Contemporanea, Sagrato San Bartolomeo, Scicli

### 2012
- Together, Trondheim kunstmuseum, Norvegia, curata da Pontus Kyander
- National Gallery of Kosovo, Prishtina, curata da Angela Vettese

### 2013
- Vie en Transit, Galerie Nationale du Jeu de Paume, Paris, curata da Marta Gili
- Vite in transito, PAC, Padiglione d'Arte Contemporanea, Milano, curata da Alessandro Rabottini e Paola Nicolin
- Biennale3. 4th Thessaloniki Biennale of Contemporary Art

## Mostre Collettive
2000
- Coast to Coast, Galleria Placentia Arte, dal 21.10.2000 al 26.11.2000 Piacenza, Italia